# Astraptes chiriquensis
Astraptes chiriquensis is een vlinder uit de familie van de dikkopjes (Hesperiidae). De wetenschappelijke naam van de soort is voor het eerst geldig gepubliceerd in 1875 door Otto Staudinger.